# Sindrome di Menière
La malattia di Ménière, descritta per la prima volta dal medico Prosper Ménière nel 1861, è una patologia idiopatica associata ad un aumento del volume del fluido contenuto nel labirinto membranoso dell'orecchio interno (endolinfa), che provoca attacchi acuti di vertigini, accompagnate da nausea e nistagmo spontaneo (movimenti ritmici orizzontali degli occhi a scatti incontrollabili).
Ulteriori sintomi sono rappresentati dall'acufene (soggettiva percezione di suoni sgradevoli come fischi o ronzii), senso di pienezza auricolare (fullness), ipoacusia neurosensoriale unilaterale fluttuante. Questi sintomi si presentano come crisi episodiche, imprevedibili e a intervalli di tempo non definibili, che possono durare da 20 minuti a 12 ore e più, e possono peggiorare con il movimento. Le cause della malattia sono tuttora sconosciute, ma s'ipotizza siano genetiche o collegate ad altre patologie..

## Epidemiologia
La prevalenza della malattia di Ménière è dello 0,27% e interessa maggiormente soggetti di sesso femminile fra i 40 e i 60 anni.

## Eziologia
La causa che porti alla condizione di idrope endolinfatica è sconosciuta. Verosimilmente l'eziologia sarebbe multifattoriale, in cui sono chiamati in causa diversi meccanismi come la predisposizione genetica, infezioni virali, reazioni d'ipersensibilità e caratteristiche anatomiche del dotto e del sacco endolinfatico. Recenti studi hanno ipotizzato un ruolo da parte dell'insufficienza venosa cronica cerebrospinale (CCSVI) e delle acquaporine. In alcuni pazienti, possono essere elementi scatenanti di una "crisi" il fumo, l'assunzione di alcolici, il consumo eccessivo di caffeina, ma si è tuttora lontani dalla individuazione di un rapporto causa-effetto.

## Diagnosi
La diagnosi si basa sulla valutazione delle caratteristiche cliniche e strumentali della vertigine, e sui risultati dell'esame audiometrico. Può essere utile eseguire ulteriori esami strumentali per chiarire il quadro in diagnosi differenziale come la risonanza magnetica nucleare o i potenziali evocati miogeni vestibolari. Secondo l'American Academy of Otorhinolaringology and Head and Neck Surgery, i criteri diagnostici sono i seguenti:
Malattia di Ménière definita:
- Due o più episodi spontanei di vertigine ciascuno della durata compresa fra 20 min e 12 ore.
- Ipoacusia neurosensoriale sulle frequenze medio-basse riscontrata all'audiometria nell'orecchio affetto in almeno 1 occasione prima, durante o dopo un episodio di vertigine.
- Sintomi uditivi fluttuanti (ipoacusia, acufene, fullness) nell'orecchio affetto.
- Diagnosi non meglio spiegata da altro disturbo vestibolare.

Malattia di Ménière probabile:
- Due o più episodi di vertigine della durata compresa fra 20 min e 24 ore.
- Sintomi uditivi fluttuanti (ipoacusia, acufene, fullness) nell'orecchio affetto.
- Diagnosi non meglio spiegata da altro disturbo vestibolare.

La malattia non va confusa con altre patologie vertiginose, come la cupololitiasi, la quale, pur mostrando una vertigine simile, ha una eziopatogenesi del tutto diversa, non presentando perdita dell'udito e acufeni.

## Sintomi
- Vertigini
- Nausea
- Vomito
- Acufene
- Sensazione di ovattamento (fullness)
- Sordità improvvisa
- Ipoacusia fluttuante ("alcuni giorni mi sembra di sentire meglio, altri sento molto male")

## Trattamento
Gli antistaminici (betaistina), le benzodiazepine, gli antiemetici (metoclopramide) e i diuretici (clorotiazide, clortalidone, inibitori dell'anidrasi carbonica) possono essere usati nel trattamento sintomatico della fase acuta.
Nel caso di mancato controllo delle vertigini, può essere valutata l'infiltrazione intratimpanica di cortisonici o di gentamicina. La gentamicina è un antimicrobico aminoglicosidico usato off-label nella malattia di Ménière in virtù dei suoi effetti ototossici per indurre una labirintectomia chimica e porre soluzione alla ricorrenza degli attacchi.
Altri approcci più invasivi di natura chirurgica prevedono l'intervento di decompressione del sacco endolinfatico o la neurectomia vestibolare.
Alcuni specialisti raccomandano una dieta iposodica, dunque occorre ingerire cibi poveri di sale ed evitare di aggiungere alle pietanze il sale da cucina (NaCl), senza ricorrere a quello iodato che procura gli stessi disturbi. Importante comprendere che il sodio non si trova solo nel comune sale da tavola, ma in molti altri cibi sia cotti che crudi, come insaccati, affettati, formaggi, pane comune, biscotti e prodotti da forno in genere, tonno in scatola, salmone affumicato, zuppe in scatola, pasti pronti surgelati, salse (tipo ketchup e maionese), così come bisogna prestare attenzione al glutammato monosodico e al bicarbonato di sodio.
Altri fattori che possono innescare una crisi di vertigini nei pazienti affetti dalla sindrome di Ménière sono l'assunzione di caffeina (contenuta in caffè, tè, cioccolato, bevande energetiche) e un'alta dose di zuccheri. Perciò alcuni medici consigliano di limitare anche il consumo di caffeina e zucchero, anche se non esistono studi definitivi circa la correlazione tra queste due sostanze e la sindrome di Ménière..
La sindrome non è ancora entrata a far parte delle patologie invalidanti, ma sono riconosciuti tali i suoi sintomi.

## Prognosi
La malattia di Ménière solitamente ha inizio limitatamente a un orecchio, ma spesso si estende a coinvolgere anche il controlaterale nel corso del tempo. Il numero di pazienti che evolvono con una condizione bilaterale è dibattuto, con stime che spaziano dal 17% al 75%. Nell'1% dei casi è stata riscontrata un'insolita crescita di tentacoli nella porzione antero mediale del tubercolo polipoloidale.
Alcuni affetti dalla condizione, nei casi più gravi, possono perdere la capacità di svolgere le normali attività lavorative e sviluppare una forte disabilità. Tuttavia, la maggioranza (60-80%) dei malati non incorrerà nell'invalidità permanente e si riprenderà con o senza aiuto medico.
La perdita dell'udito di solito oscilla nelle fasi iniziali e diventa più stabile nelle fasi successive, anche se impianti acustici e impianti cocleari possono aiutare. Il verificarsi di acufene può essere imprevedibile, ma i pazienti di solito si abituano nel tempo.
La malattia di Ménière, essendo imprevedibile, ha una prognosi variabile. Gli attacchi potrebbero intensificarsi, come ridursi anche come gravità o persistere nella stessa condizione.
Studi condotti sia sui malati all'orecchio destro sia a quello sinistro, dimostrano che i pazienti con il destro colpito tendono a peggiorare significativamente nella performance cognitiva. Le capacità intellettive generali non sono tuttavia ostacolate, ma si è visto che il perdurare della malattia può causare un calo di prestazioni.

## Citazioni
La sindrome di Ménière è citata nel film Fantozzi contro tutti, allorché il protagonista cerca di farsi escludere da una gara ciclistica insieme con il collega Filini, fingendosi affetto dalla sindrome.
Nel film Viaggi di nozze, il petulante medico Raniero (Carlo Verdone) cerca di giustificare i sintomi ansioso-depressivi della moglie Fosca, classificandoli come lieve sindrome di Ménière.
In La vita è una cosa meravigliosa di Carlo Vanzina il medico Claudio, interpretato da Gigi Proietti, chiede al figlio, interrogandolo in vista di un esame universitario, cosa sia la sindrome di Ménière.
La protagonista di Citadel: Diana è affetta dalla sindrome di Méniere.